# Сборная Швейцарии по теннису в Кубке Билли Джин Кинг
Сборная Швейцарии в Кубке Билли Джин Кинг — национальная женская теннисная сборная Швейцарии, представляющая эту страну в розыгрышах Кубка Билли Джин Кинг (до 2020 года — Кубка Федерации) — главного международного теннисного турнира на уровне женских национальных сборных. Победители кубка 2022 года и двукратные финалисты 1998 и 2021 годов.

## История
Швейцарская сборная провела свою первую игру в Кубке Федерации в 1963 году. С 1966 года её участие в этом турнире стало постоянным, хотя швейцарки редко проходили дальше второго круга соревнований и были частыми участницами утешительных турниров, а позже плей-офф за право оставаться в высшем дивизионе. Прогресс наметился в начале 1980-х годов, когда швейцарская команда дважды за три года (в 1981 и 1983 годах) побывала в полуфинале Мировой группы, где Петра Деле и Кристиан Жолиссен проиграли сначала американкам, а затем немкам, но дальше развить успех им не удалось.
В 1994 году после поражения от сборной Канады швейцарская команда впервые покинула Мировую группу. Однако вскоре появление в её составе юной Мартины Хингис изменило ситуацию. В 1996—1998 годах Хингис и Патти Шнидер выиграли десять матчей подряд в I Европейско-африканской, II Мировой и I Мировой группах и дошли до финала Мировой группы 1998 года. Там после двух побед Хингис швейцарская команда вела в матче с испанками со счётом 2:1, но опытнейший тандем Аранча Санчес—Кончита Мартинес, уже четырежды завоёвывавший Кубок Федерации, сумел вырвать победу.
В начале нового тысячелетия швейцарская сборная снова опустилась в I Европейско-африканскую группу и в дальнейшем несколько раз переходила из неё во II Мировую группу и обратно. В 2015 году команда впервые за 12 лет обеспечила себе право сыграть в элитной восьмёрке, переиграв в решающем матче сборную Польши, и затем два года подряд пробивалась в полуфинал Мировой группы. В новом формате турнира, с 2020 года, Белинда Бенчич, Джил Тайхман и Виктория Голубич дважды подряд доходили до финала, в 2021 году уступив российской команде, а на следующий год в её отсутствие впервые завоевав главный трофей.

### Финалы турнира (1+2)
| Результат | №  | Год  | Место проведения       | Покрытие | Команда                                         | Соперник                                            | Счёт |
| --------- | -- | ---- | ---------------------- | -------- | ----------------------------------------------- | --------------------------------------------------- | ---- |
| Поражение | 1. | 1998 | Женева, Швейцария      | Хард(i)  | М. Хингис, П. Шнидер                            | Испания: К. Мартинес, А. Санчес-Викарио             | 2:3  |
| Поражение | 2. | 2021 | Прага, Чехия           | Хард(i)  | Б. Бенчич, В. Голубич, Дж. Тайхман, Ш. Фёгеле   | Россия: Е. Александрова, Д. Касаткина, Л. Самсонова | 0:2  |
| Победа    | 1. | 2022 | Глазго, Великобритания | Хард(i)  | Б. Бенчич, С. Вальтерт, В. Голубич, Дж. Тайхман | Австралия: С. Сандерс, С. Стосур, А. Томлянович     | 2:0  |

## Рекорды и статистика
- Сыграно сезонов — 57
  - Из них в Мировой группе — 34
- Лучший результат — победа (2022)
- Самая длинная серия побед — 10 (1996—1998, включая победы над командами Югославии, Грузии, Хорватии, Венгрии, России, Индонезии, Словакии, Аргентины, Чехии и Франции и выход в финал Мировой группы)
- Самая крупная победа — 5:0 по играм, 10:1 по сетам, 68:33 по геймам ( Швейцария —  Аргентина, 1997)
- Самый длинный матч — 10 часов 20 минут ( Испания —  Швейцария 3:2, 2004)
  - Наибольшее количество геймов в матче — 130 ( Словакия —  Швейцария 3:2, 2002)
- Самая длинная игра — 2 часа 55 минут ( Михаэлла Крайчек —  Тимея Бачински 4-6 7-5 5-7, 2011)
  - Наибольшее количество геймов в игре — 46 ( П. Деле/А.-М. Рюгг —  М. Блэквуд/Б. Бранковска 6-8 6-4 10-12, 1977)
- Наибольшее количество геймов в сете — 22 ( П. Деле/А.-М. Рюгг —  М. Блэквуд/Б. Бранковска 6-8 6-4 10-12, 1977;  Эмманнуэлле Гальярди —  Надежда Островская 3-6 6-3 12-10, 2003)

- Наибольшее количество сезонов в сборной — 14 (Тимея Бачински)
- Наибольшее количество матчевых встреч — 38 (Патти Шнидер)
- Наибольшее количество игр — 73 (Патти Шнидер, 50-23)
- Наибольшее количество побед — 50 (Патти Шнидер, 50-23)
  - В одиночном разряде — 33 (Патти Шнидер, 33-17)
  - В парном разряде — 17 (Патти Шнидер, 17-6)
  - В составе одной пары — 10 (Петра Деле/Кристиан Жолиссан, 10-6)
- Самый молодой игрок — 14 лет 199 дней (Мартина Хингис, 17 апреля 1995)
- Самый возрастной игрок — 39 лет 128 дней (Патти Шнидер, 21 апреля 2018)

## Состав в 2023 году
- Симона Вальтерт
- Виктория Голубич
- Селин Наэф
- Джил Тайхман

Капитан — Хайнц Гюнтхардт

## Недавние игры

### Финальный турнир Мировой группы 2023
| США 3 | Олимпийский стадион, Севилья, Испания 9 ноября 2023 Хард(i) | Олимпийский стадион, Севилья, Испания 9 ноября 2023 Хард(i)    | Швейцария 0 |      |     |  |
| \| \| \| \| 1 \| 2 \| 3 \| \| \| - \| \| -------------------------------------------------------------- \| ---- \| ---- \| --- \| \| \| 1 \| \| Даниэль Коллинз Селин Наэф \| 7 64 \| 6 1 \| \| \| \| 2 \| \| София Кенин Виктория Голубич \| 6 3 \| 61 7 \| 7 5 \| \| \| 3 \| \| Слоан Стивенс / Тейлор Таунсенд Симона Вальтерт / Джил Тайхман \| 6 1 \| 7 63 \| \| \| |                                                             |                                                                |             |      |     |  |
| |                                                             |                                                                | 1           | 2    | 3   |  |
| 1 | Соединённые Штаты Америки · Швейцария                       | Даниэль Коллинз Селин Наэф                                     | 7 64        | 6 1  |     |  |
| 2 | Соединённые Штаты Америки · Швейцария                       | София Кенин Виктория Голубич                                   | 6 3         | 61 7 | 7 5 |  |
| 3 | Соединённые Штаты Америки · Швейцария                       | Слоан Стивенс / Тейлор Таунсенд Симона Вальтерт / Джил Тайхман | 6 1         | 7 63 |     |  |

| Чехия 3 | Олимпийский стадион, Севилья, Испания 7 ноября 2023 Хард(i) | Олимпийский стадион, Севилья, Испания 7 ноября 2023 Хард(i)            | Швейцария 0 |     |     |  |
| \| \| \| \| 1 \| 2 \| 3 \| \| \| - \| \| ---------------------------------------------------------------------- \| ---- \| --- \| --- \| \| \| 1 \| \| Линда Носкова Селин Наэф \| 7 62 \| 4 6 \| 6 4 \| \| \| 2 \| \| Мария Боузкова Виктория Голубич \| 6 4 \| 6 4 \| \| \| \| 3 \| \| Барбора Крейчикова / Катерина Синякова Виктория Голубич / Джил Тайхман \| 7 63 \| 6 2 \| \| \| |                                                             |                                                                        |             |     |     |  |
| |                                                             |                                                                        | 1           | 2   | 3   |  |
| 1 | Чехия · Швейцария                                           | Линда Носкова Селин Наэф                                               | 7 62        | 4 6 | 6 4 |  |
| 2 | Чехия · Швейцария                                           | Мария Боузкова Виктория Голубич                                        | 6 4         | 6 4 |     |  |
| 3 | Чехия · Швейцария                                           | Барбора Крейчикова / Катерина Синякова Виктория Голубич / Джил Тайхман | 7 63        | 6 2 |     |  |